# Contea di Vermilion (Illinois)
La contea di Vermilion (in inglese Vermilion County) è una contea dello Stato dell'Illinois, negli Stati Uniti. La popolazione al censimento del 2000 era di 83 919 abitanti. Il capoluogo di contea è Danville.